# Pseudogagrella sinensis
Pseudogagrella sinensis is een hooiwagen uit de familie Sclerosomatidae.